# Fritz Bouillon
Fritz Bouillon (* 28. Oktober 1903 in Königsberg; † nach 1983) war ein deutscher Fußballschiedsrichter.

## Leben
Bouillon begann seine Karriere 1919 als Fußballspieler bei SpVgg ASCO Königsberg. Zusammen mit seinem Bruder Paul Bouillon hatte der schmächtige Linksaußen 1920 seine Premiere in einem Punktspiel der Jugendmannschaft gegen Lokalrivale MTV Ponarth, dass die „Ascoten“ mit 10:0 für sich entscheiden konnten. Die Brüder Bouillon waren durch mehrere Tore maßgeblich am Sieg beteiligt.
Bereits mit 25 Jahren begann Bouillon („aus puren Zufall“) seine Karriere als Schiedsrichter. Sein erstes Spiel leitete Bouillon 1928 mit dem Städtespiel Königsberg – Danzig.
Seine internationale Premiere hatte er am 20. Juli 1938, als er zum Schiedsrichter im Freundschaftsspiel zwischen Estland und Lettland eingesetzt wurde. Vom 3. bis 5. September 1938 leitete Bouillon als Schiedsrichter sämtliche Spiele des 10. Baltic Cups in Tallinn, wo er nach dem Schlusspfiff im letzten Spiel des Gastgebers gegen die Esten von den Zuschauern auf Händen getragen wurde.
Er leitete während seiner fast 30-jährigen aktiven Laufbahn ungefähr 1.000 Spiele, neben Pflicht- und Freundschaftsspielen in Ostpreußen und nach dem Zweiten Weltkrieg in der Bundesrepublik, vier Länderspiele und verschiedene internationale Freundschaftsspiele. Höhepunkt seiner Schiedsrichterlaufbahn war am 4. Juli 1942 die Leitung des Endspiels um die deutsche Meisterschaft zwischen dem FC Schalke 04 und dem First Vienna FC 1894.
1942 bis 1943 leitete Bouillon als Vorsitzender die Geschicke seines Vereines SpVgg ASCO.
Nach dem Krieg ließ sich Bouillon mit seiner Familie und seiner Mutter zunächst in Sandbrink, Landkreis Diepholz nieder und leitete mehrere Ligaspiele in der Oberliga Nord, der damals höchsten deutschen Spielklasse. Zudem war er für den Norddeutschen Fußball-Verband als Wanderlehrer für die Schiedsrichter-Ausbildung im Verbandsgebiet unterwegs.
1949 zog Bouillon nach Marburg und trat dem VfL 1860 Marburg bei. Er war fortan für den Süddeutschen Fußball-Verband tätig und leitete bis 1953 Spiele der Oberliga Süd. Am 5. März 1950 musste Bouillon das Spiel VfR Mannheim gegen Stuttgarter Kickers nach 75 Minuten abbrechen, nachdem die Kickers-Spieler nach dem Treffer zum 5:2 das Spielfeld verließen.
Nach seiner aktiven Karriere war er als Schiedsrichter-Lehrwart in Gießen und Marburg tätig.
Sowohl zu seinem 75. Geburtstag als auch zu seinem 80. Geburtstag würdigte der Magistrat der Stadt Marburg jeweils im großen Sitzungssaal des Rathauses vor zahlreichen Gästen den Sportler und Schiedsrichter.
Mit seiner Frau Christel Bouillon lebte er zuletzt in Marburg.

## Ehrungen
- Silberne Ehrennadel der SpVgg ASCO Königsberg, vor 1945
- Silberne Ehrennadel des Deutschen Fußball-Bundes, 1971[2]
- Dr.-Bauwens-Plakette des DFB in Gold, 1978
- Ehrenbrief des Landes Hessen, 1983
- Goldene Ehrennadel der Stadt Marburg, 1983
- Große Verdienstnadel des Hessischen Fußball-Verbandes